# Sólo se vive una vez (canción de Mónica Naranjo)
«Sólo se vive una vez» es una canción de la cantante Mónica Naranjo producida por Cristóbal Sánsano e incluida en el año 1994 en el primer álbum de estudio de la cantante, Mónica Naranjo.
En 1995 fue lanzada en España solo como sencillo promocional.
En 1994 fue lanzada en México, como el segundo sencillo comercial de Mónica Naranjo.

## Créditos
- Voz principal: Mónica Naranjo.
- Escrita por: José Manuel Navarro.
- Compuesta por: Mónica Naranjo, Cristóbal Sansano.
- Producida por: Cristóbal Sansano.

## Versiones y remixes

### Estudio
- Álbum Versión — 4:11
- 4.0 Versión - 4:14

### Remixes
- Veneno Mix — 5:11

### Directo
- Versión Mónica Naranjo Tour
- Versión Tour Palabra de Mujer
- Versión Tour Minage
- Versión Tarántula Tour
- Versión Ídolos en Concierto
- Versión 4.0 Tour
- Versión Gira Renaissance: 25 aniversario

## Formatos
| Promo CD (SAMP 9542) 1. "Solo se vive una vez" — 4:11 2. "Sola" — 4:08 3. "Fuego de pasión" — 3:49 | Promo CD (PRCD 96345) 1. "Solo se vive una vez" — 4:11 Remixes Maxi-CD (CDMIX 479920) 1. "Solo se vive una vez" — 4:11 2. "Solo se vive una vez" [Veneno Mix] — 5:40 Vinilo (CDMIX 479920) - Cara A: 1. "Solo se vive una vez" — 4:11 2. "Te extraño, te olvido, te amo" (Ricky Martin) |

## Videoclip
- Videoclip Solo se vive una vez

- Datos: Q5559113